# Tuberochernes aalbui
Espèce
Tuberochernes aalbui est une espèce de pseudoscorpions de la famille des Chernetidae.

## Distribution
Cette espèce est endémique de Californie aux États-Unis. Elle se rencontre dans la grotte Poleta Cave entre les monts Inyo et White.

## Description
Le mâle holotype mesure 4,22 mm et la femelle paratype 4,40 mm, les mâles mesurent de 3,85 à 4,68 mm et les femelles de 3,65 à 4,85 mm.

## Étymologie
Cette espèce est nommée en l'honneur de Rolf Lionel Aalbu.

## Publication originale
- Muchmore, 1997 : Tuberochernes (Pseudoscorpionida, Chernetidae), a new genus with species in caves in California and Arizona. Journal of Arachnology, vol. 25, no 2, p. 206-212 (texte intégral).